# Rosulabryum campylothecium
Rosulabryum campylothecium är en bladmossart som beskrevs av Magnus Spence 1996. Rosulabryum campylothecium ingår i släktet Rosulabryum och familjen Bryaceae. Inga underarter finns listade i Catalogue of Life.